# Lina Magaia
Lina Júlia Francisco Magaia (* 1940 in Lourenço Marques, Portugiesisch-Ostafrika; † 27. Juni 2011 in Mosambik) war eine mosambikanische Schriftstellerin, Journalistin und Widerstandskämpferin während des mosambikanischen Befreiungskampfes.

## Leben

### Ausbildung und Karriere
Lina Magaia wurde 1940 in Lourenço Marques, der Hauptstadt der portugiesischen Kolonie Mosambik, geboren. Bereits während ihrer Schulzeit begann sie sich für die mosambikanischen Befreiungsbewegung zu engagieren und saß zwischenzeitlich für drei Monate in Haft aufgrund ihrer politischen Aktivitäten.
Sie galt als eine der ersten Mosambikanerinnen, die ein Stipendium für ein Auslandsstudium erhielt. Sie studierte daraufhin an der Universität von Lissabon. Später zog sie nach Tansania, wo sich das Hauptquartier der mosambikanischen Befreiungsfront befand und erhielt dort ein militärisches Training.
1980 war sie Teil des sogenannten „Zona Verde“-Programms der OMM, das in urbanen Gegenden die Nahrungsmittelversorgung aufrechterhalten sollte. Zwei Jahre später erhielt sie die Position der stellvertretenden Leiterin der staatlichen Maragra-Zucker-Plantage in Manhiça (Provinz Maputo). 1986 wurde Magaia Leiterin der Abteilung für landwirtschaftliche Entwicklung des Distrikts Manhiça.

### Schriftstellerische Tätigkeit
Getroffen vom mosambikanischen Bürgerkrieg veröffentlichte sie 1987 ihr erstes Werk Dumba Nengue und 1989 ihr zweites Werk Duplo massacre en Moçambique. Beide Werke sind Augenzeugenberichte über die Geschehnisse des Bürgerkriegs und berichten über die Leiden und Schrecken der Gewalt in Mosambik.
1994 veröffentlichte Magaia ihr drittes Buch Delehta. 2011 veröffentlichte sie eine Interviewsammlung mit Marta Mbocota Guebuza, der Mutter des früheren Präsidenten Armando Guebuza.

### Tod
Magaia starb im Alter von 71 Jahren am 27. Juni 2011 in Maputo, nachdem sie schwere Herzbeschwerden hatte.

## Werke
- Dumba Nengue: Historias Trágicas do Banditismo (1987).
  - (englisch) Dumba Nengue: Run for Your Life. Peasant Tales of Tragedy in Mozambique. Africa World Press, Inc.; Trenton, New Jersey, 1988, ISBN 0-86543-073-X
- Duplo massacre en Moçambique: Histórias trágicas do banditismo – II (1989)
- Delehta: Pulos na vida (1994)
- A cobra dos olhos verde (1997)
- Memories of Grandma Marta (2011)

## Rezeption
Lina Magaia wurde in die Anthologie Daughters of Africa aufgenommen, die 1992 von Margaret Busby in London und New York herausgegeben wurde.